# پانکوو (لوکالیتی)
پانکوو (به آلمانی: Berlin-Pankow) یک منطقهٔ مسکونی در آلمان است که در پانکوو واقع شده‌است. پانکوو ۶۲٬۲۵۶ نفر جمعیت دارد.